# تسوروغاشيما (سايتاما)
مدينة تسوروغاشيما (بالإنجليزية: Tsurugashima)‏ هي أحد المدن التابعة لمحافظة سايتاما. تأسست رسميًا في 01/09/1991. ويقدر عدد سكانها بـ 70131 نسمة حسب تقدير مكتب الإحصاء الياباني لعام 2012. تبلغ مساحة تسوروغاشيما 17.73 كم2. بكثافة سكانية تبلغ 3955 نسمة/كم2.

## أعلام
- جون ورونو
- تاكاهيرو سكينيي